# Gaetano Scirea
Gaetano Scirea (født 25. maj 1953, død 3. september 1989) var en italiensk fodboldspiller (sweeper), der hyppigt regnes som en af de bedste forsvarspillere i fodboldens historie.

## Klubkarriere
Efter at have startet sin karriere hos Atalanta skiftede Scirea i 1974 til Torino-storklubben Juventus, hvor han spillede resten af sin seniorkarriere. I løbet af de følgende 14 år spillede han næsten 400 Serie A-kampe for klubben, hvor han blev en krumtap i forsvaret på et hold, der i denne periode var et af de absolut stærkeste i Europa. Scirea var blandt andet med til at vinde hele syv italienske mesterskaber, to Coppa Italia-titler samt samtlige de tre store daværende europæiske klubturneringer, Mesterholdenes Europa Cup, Pokalvindernes Europa Cup og UEFA Cuppen.
Scirea var kendt som en forudseende spiller, der sjældent lod sig overliste af modstanderen. I løbet af sin 16 år lange karriere modtog han heller ikke et eneste rødt kort.

## Landshold
For det italienske landshold spillede Scirea hele 78 kampe, hvori han scorede to mål. Hans første landskamp var en venskabskamp mod Grækenland 30. december 1975. Han var efterfølgende en del af italernes trup til både VM 1978 i Argentina og EM 1980 på hjemmebane. Ved begge turneringer spillede han i alle italienernes kampe.
Ved VM 1982 i Spanien var Scirea en afgørende brik på italienernes hold, der vandt guld efter finalesejr over Vesttyskland. Også ved denne turnering spillede han alle holdets kampe, og det samme gjorde han fire år efter ved VM 1986 i Mexico, hvor italienerne dog blev slået ud allerede i 1/8-finalen af Frankrig.

## Død
Efter at have afsluttet sin aktive karriere i 1988 blev Scirea ansat af Juventus i en assisterende trænerrolle. I efteråret 1989 var han på en rejse til Polen for at se en kamp med Górnik Zabrze, som Juventus kort tid efter skulle møde i en kamp i UEFA Cuppen. Den 3. september var han i nærheden af byen Babsk involveret i en trafikulykke, hvor bilen med ham og tre øvrige passagerer kolliderede med en tankvogn. Tre af de fire i bilen, herunder Scirea, omkom ved ulykken. Efterfølgende opkaldt Juventus en tribune på deres daværende stadion, Stadio delle Alpi, efter ham.

## Titler
Serie A
- 1975, 1977, 1978, 1981, 1982, 1984 og 1986 med Juventus

Coppa Italia
- 1979 og 1983 med Juventus

UEFA Cup
- 1977 med Juventus

Pokalvindernes Europa Cup
- 1984 med Juventus

UEFA Super Cup
- 1984 med Juventus

Intercontinental Cup
- 1985 med Juventus

VM
- 1982 med Italien